# Hotel de Inmigrantes (Bell Ville)
El Hotel de Inmigrantes ubicado en la ciudad de Bell Ville, Córdoba, Argentina, fue uno de los primeros albergues que se construyeron para recibir a los inmigrantes en la Argentina. Se encuentra dentro del predio que actualmente ocupa la Escuela de Agronomía y a metros de la Ruta Nacional 9.

## Construcción
Fue uno de los trece hoteles que se construyeron en el país a finales del siglo XIX en virtud de la Ley 2.205 sancionada por el Congreso de la Nación durante la presidencia de Miguel Juárez Celman. Este fomentó de manera especial la inmigración y la instrucción pública con el fin de poblar las colonias agrícolas de lo que se conocía como «desierto pampeano», en el sudoeste de la provincia de Córdoba. 
El hotel podía albergar a más de 200 personas en sus instalaciones, era de segunda clase y con un estilo arquitectónico similar al de la localidad de Bell Ville. 
Era la principal referencia para contactar a inmigrantes en la región, quienes eran alojados y recibían alimentos de manera gratuita durante 5 a 10 días.

## Actualidad
El hotel fue categorizado como Monumento Histórico Provincial.  
Un grupo de estudiantes y vecinos de la zona, están restaurando y apuntalando las instalaciones del edificio para convertirlo en un museo y para concientizar a la gente de la importancia que tuvo en la llegada de los inmigrantes. 
El gobernador Juan Schiaretti firmó el decreto 1.950 que declara Monumento Histórico Provincial al edificio y dispone que la Secretaría de Cultura gestione ante el Ministerio de Finanzas una partida presupuestaria para concretar los trabajos necesarios tendientes a la conservación, recuperación y restauración del inmueble centenario, con especial interés en el ala sur de ingreso y en la reconstrucción de la fachada original.